# August Feyel

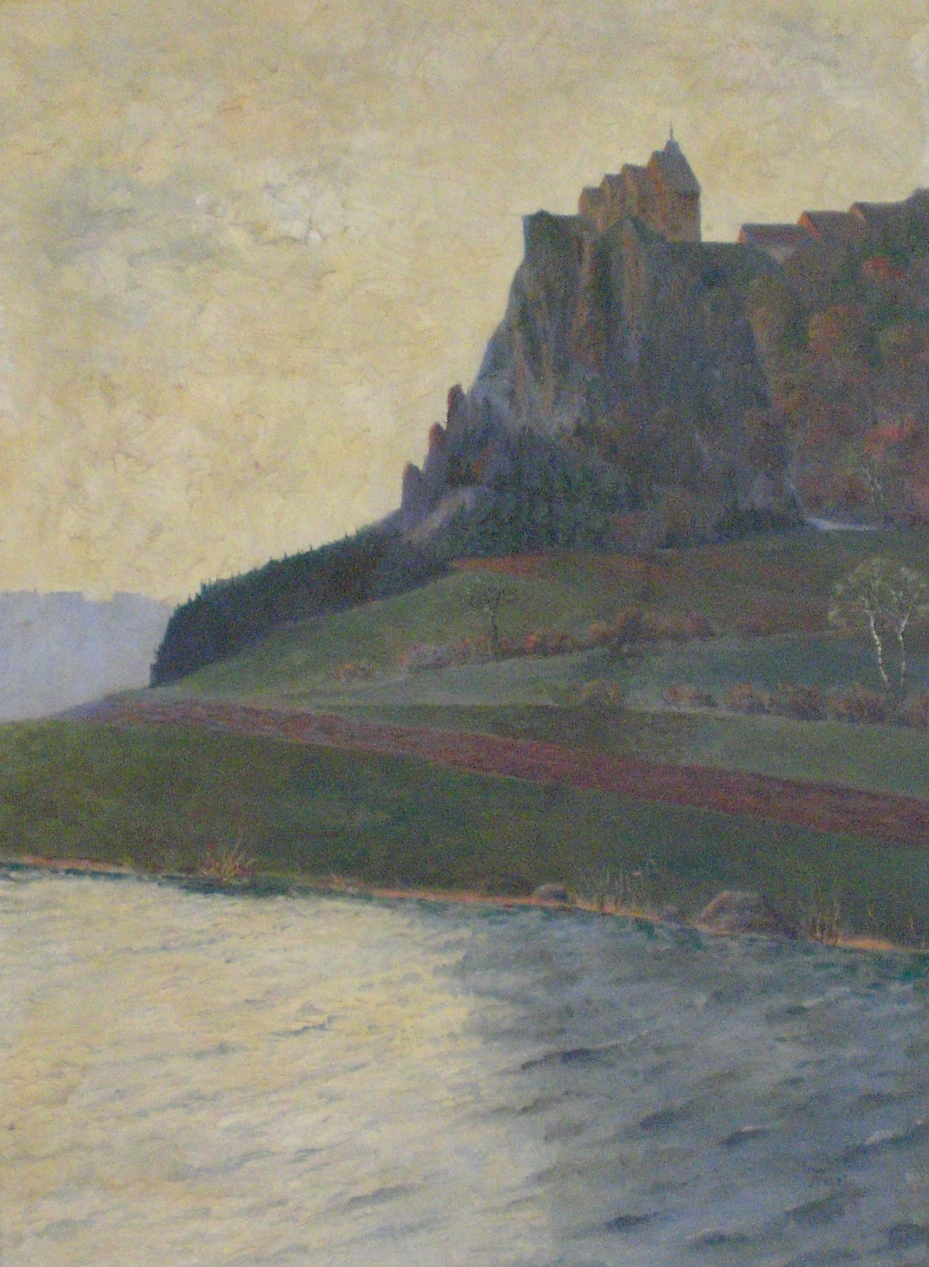
Donautal, Schloss Werenwag (1926)

August Feyel (* 21. Juni 1881 in Überlingen; † 21. März 1963 in Freiburg-Ebnet) war ein deutscher Maler. 
Bekannt wurde Feyel durch seine realistischen, ungeschönten Darstellungen meist menschenleerer Landschaften. Seine Motive stammten häufig aus dem Schwarzwald und dem Bodensee-Gebiet.   
Er besuchte die Kunstakademie in Karlsruhe, brach sein Studium aber wegen des frühen Tods seiner Eltern ab. In Meersburg absolvierte er eine Ausbildung im Lehrerseminar. Seit 1922 wohnte Feyel in der Gemeinde Ebnet (heute Ortsteil von Freiburg im Breisgau). Im Hauptberuf arbeitete er dort bis 1949 als Schulleiter. Feyel war verheiratet mit Anna Köhler (1879–1959) und hatte drei Kinder. Begraben wurde er auf dem Friedhof neben der Pfarrkirche St. Hilarius.  
Die Gemeinde Ebnet ernannte ihn 1949 zum Ehrenbürger. Nach ihm ist die Grundschule des Ortsteils benannt. 1984 wurden seine Werke in  einer großen Retrospektive im Schloss Ebnet gezeigt.